# Diamante (1804)
La Diamante fu una fregata di primo rango, terza unità della Classe Fama destinata ad entrare in servizio nella Armada veneziana, ma fu catturata parzialmente, completata, dai francesi a Venezia nel 1797. Lasciata incompleta venne trovata sullo scalo dell'arsenale dalla autorità austriache che ne decisero il completamento.

## Storia
La costruzione della quinta fregata di primo rango, detta anche fregata grossa, della classe Fama fu autorizzata dal Senato, e la nave venne impostata presso l'Arsenale nel 1791 sotto la direzione dell'architetto Piero Beltrame. Questo tipo di unità, caratterizzate da una grande potenza di fuoco e da dimensioni paragonabili ad un vascello di primo rango della Classe Leon Trionfante, erano costruite con un sistema denominato "ad ordinata doppia" adottato nel 1780 sotto l’impulso dell'ammiraglio Angelo Emo che a quell’epoca ricopriva l'incarico di Ammiraglio dell’Arsenale.
All’atto della caduta della Repubblica la nave si trovava completa al 48,5% sullo scalo coperto n.3 dell’arsenale, e non fu eccessivamente danneggiata dalle distruzioni  apportate dalle truppe francesi il 28 dicembre 1797 in vista della consegna della città al governo imperiale austriaco. dopo la firma del trattato di Campoformido.  La fregata nave sullo scalo fino a quando il nuovo comandante della marina austriaca (Seekommandant) linienschiffkapitaen Joseph L'Espine, nel piano di potenziamento della flotta, decise di completare la nave come guardiacoste, armata con 24 cannoni da 24 libbre.
Varata con il nome di Diamante nel corso del 1804, eseguì alcune missioni nel golfo di Venezia e di protezione della coste del nord dell'Italia. La nave venne poi presa in consegna dai francesi dopo la firma della pace di Presburgo (27 dicembre 1805) e il successivo passaggio delle province venete al Regno d’Italia avvenuta l’anno successivo. Ridenominata Diamant tra il 1806 e il 1807 fu trasformata in batteria galleggiante, armata con 16 pezzi da 24 lb, e venne destinata alla protezione dell'arsenale dove si prevedeva di costruire undici vascelli di primo, secondo e terzo rango in base a un piano di potenziamento della flotta francese e di quella del regno d'Italia. Trasferita alla marina reale italiana nel 1811, fu nuovamente catturata dagli austriaci nell’aprile 1814, dopo la caduta del Regno d'Italia e la costituzione del regno Lombardo-Veneto.  Prestò servizio per ulteriori 11 anni, venendo poi demolita nel corso del 1825.

### Annotazioni
1. ↑  Tale piano, approvato con Decreto Imperiale emesso il 26 luglio 1806, inizialmente prevedeva la costruzione di otto vascelli (cinque da 74 e 80 cannoni e tre da 60), otto fregate da 18 cannoni, e 8 brick nell’arco di quattro anni. Gli altri tre vascelli vennero ordinati nel 1810.

### Fonti
1. 1 2  http://www.veneziamuseo.it/ARSENAL/schede_arsenal/fregate.htm.
2. ↑  Levi 1896, p. 42.
3. 1 2 3 4 5 6  Rif Winfield, Stephen S. Roberts, French Warships in the Age of Sail 1786-1861: Design, Construction, Careers and Fathe, Seaforth Publishing, Barnsley, 2015.
4. ↑  Levi 1896, p. 43.
5. 1 2 3 4 5 6  Virginio Ilari, Piero Crociani, La marina italiana di Napoleone (1796-1814), Le marine italiane del 1792-1815 n.1, 2010.
6. 1 2  Levi 1896, p. 50.
7. ↑  Donolo 2012, p. 254.